# Társadalombiztosítás
A társadalombiztosítás (röviden tb) az állam által működtetett szociális ellátórendszer része, amelyben a rendszer hatálya alá vont tagokat, mindaddig, míg képesek önmagukról, saját munkájukkal gondoskodni, tartalékképzésre kötelezik. Ennek fejében betegség, munkaképtelenség idején, eltartó elvesztése esetén, valamint más kockázatok fennállásának esetén jogosultak lesznek a rendszer által biztosított ellátásokat igénybe venni.
A társadalombiztosítás a társadalom tagjainak közös kockázatvállalása alapján működő rendszer, melynek fenntartásához minden foglalkoztatónak és jogosultnak bizonyos befizetésekkel, járulékokkal – nyugdíj-, illetve egészségbiztosítási járulékkal, valamint a foglalkoztatót és a biztosítottat terhelő járulékok csoportjával – kell hozzájárulnia.

## Története

### A bismarcki társadalombiztosítási rendszer

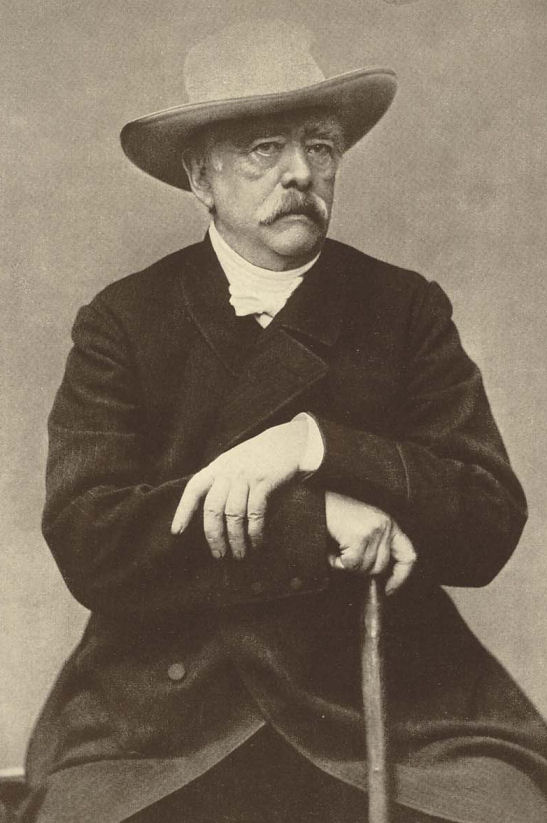
Otto Eduard Leopold von Bismarck

Az első, állam által megszervezett, szociális ellátórendszer az egységes Porosz Királyság 1871-es megszervezése után született. A koncepció kidolgozása Bismarck kancellár nevéhez fűződik. Kialakulásának oka az erőteljesen iparosodó társadalom rohamosan növekvő létszámú városi proletariátus szegénysége, az 1874-es gazdasági válságnak köszönhetően Németország a szocialista eszmék fejlődésének fontos helyszínévé válása, valamint a szociáldemokraták nagy számú bejutása a parlamentbe. Bismarck felfogása szerint az állam és a társadalom számára a legnagyobb veszélyt a szociáldemokrácia jelentette. A szociáldemokrácia veszélyét konkrét szociális reformokon keresztül próbálta elhárítani, azokat a rétegeket célozta meg, akik leginkább ki voltak téve a szocialista szabad szakszervezeteknek és ezzel együtt a marxi alapokon álló szociáldemokratáknak, illetve akiknek és családjaiknak a megélhetési biztonsága az iparosodás következtében rendkívüli mértékben függött keresőképességüktől.
A társadalombiztosítási rendszer főbb alkotóelemei törvényekben jelentek meg:
- 1883. betegségi biztosítási törvény
- 1884. az üzemi baleseti biztosításról szóló törvény
- 1889. öregségi és rokkantsági biztosítási törvény
- A fenti három törvényt 1911-ben egyesítették és hatályukat a munkásokon kívül kiterjesztették az alkalmazottakra is (csak azokra akiknek jövedelme nem haladott meg egy megadott szintet).
- 1927. munkanélküliség elleni biztosítás.

Az ellátásra jogosultságnak feltétele volt, hogy a dolgozó valamelyik biztosítási ághoz tartozó ok miatt: betegség, baleset, öregség, munkanélküliség miatt nem tud munkát végezni. A törvényekkel olyan intézményi struktúra jött létre, amely hatékony védelmet biztosított a munkavállalók növekvő rétegeinek. A bismarcki modellt az 1800-as évek végétől számos ország vette át és fejlesztette tovább.

### A szovjet szociális ellátórendszer
A Szovjetunióban az állam által irányított rendszer 1917 után alakult ki. Az 1917-es októberi orosz forradalom jelentős áttörést hozott a szociális jogalkotásban:
- megjelent a termelés közben üzemi balesetet szenvedtek járadékáról szóló dekrétum;
- az orvosi segítség szervezeti kereteiről szóló dekrétum;
- a munkanélküliek teljes állami támogatásáról szóló dekrétum;
- rendelkezéseket adtak ki a betegbiztosításról.

Ezek a dekrétumok fektették le az elkövetkező évtizedekben használatban lévő szociális ellátórendszernek az alapjait, amelyek a hidegháború időszakában meghatározták az egész keleti blokk szociálpolitikai mozgásterét, továbbá a hatásai ma is érezhetők az egykori Szovjetunió utódállamaiban.
A rendszer főbb jellemvonásai a következők voltak: része volt egy tervszerű fejlesztést célzó társadalompolitikának, ingyen biztosította a betegellátást, a pénzügyi alapok a vállalatoktól és az államtól eredtek, a dolgozók nem fizettek semmilyen hozzájárulást.

### Az amerikai Social Security Act
Az 1929-1933-as gazdasági világválság szegénységi krízist okozott Amerikai Egyesült Államokban. A krízis enyhítésére Franklin D. Roosevelt elnök meghirdette a New Deal elnevezésű programját, mely számos gazdaságpolitikai intézkedés mellett a társadalombiztosítás reformjáról is szólt. A szociális rendszer alapjait lerakó törvényt 1935-ben alkották meg, melynek a legfontosabb elemi a következők voltak:
- munkanélküli ellátások tagállami megszervezése, erre szolgáló tagállami pénzügyi alapok létrehozása, adókedvezményekkel történő támogatása.
- öregek és özvegyek/árvák fogyatékosok számára kötelező biztosítás szövetségi szinten.
- két szövetségi segélyrendszer: ellátatlan öregeknek és gyerekes családoknak.

Ezt követően Lyndon B. Johnson 1964-ben hirdette meg a Great Society programot, amit a New Deal-lel együtt az 1980-as évek elején Ronald Reagan épített le. Barack Obama 2014-től hatályba lépett Betegvédelmi és megfizethető egészségügyi törvénye (a közbeszédben: "Obamacare") pedig az egészségbiztosítások kiterjesztését és azok költségeinek csökkentését igyekezett elérni.

### Az angol Beveridge-terv

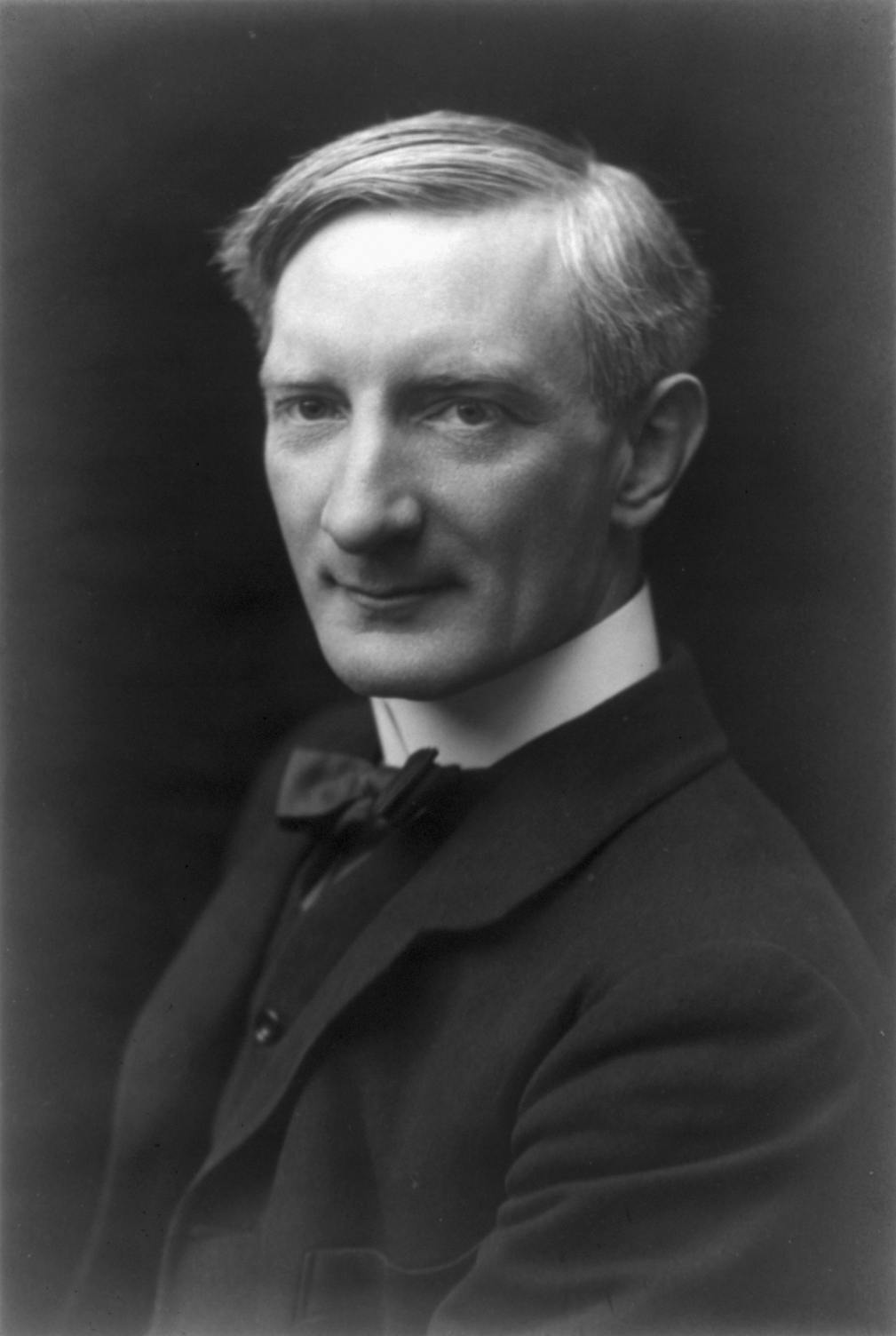
Beveridge 1910-ben

A Beveridge-tervet 1942-ben dolgozták ki, lord William Beveridge vezetésével. A terv javaslatai szerint bővíteni kell a kedvezményezettek körét: a cél az, hogy védelmet kapjon az egész munkaképes népesség. Az igénybe vevőket csoportokra osztották. Az egyes csoportok (munkavállalók, egyéb keresők, háztartásbeliek, gyerekek és öregek) az ellátási fajták különböző összetételű kombinációjára szerezhettek jogosultságot. A munkanélküli ellátások helyett átképzési programokat indítottak, ahol köteles volt a munkanélkülinek megjelenni.
A Beveridge-terv főbb irányelvei a következők:
1. Anglia szociális ügyeinek irányítására egy minisztérium felállítása, amelynek hatáskörébe utalnák a szociális biztosítást is.
2. A társadalombiztosítás kiterjesztése jövedelemkorlátozás nélkül minden állampolgárra, vagyis a szociális biztonságnak le kell válnia az úgynevezett munkáskérdésről és mint általános állampolgári jogot kell újraformulázni.
3. A járulékfizetés egységesítése, a befizetésekre olyan okmány rendszeresítése, amelyre a biztosított egyetlen heti járulék ellenében is megkapja az összes szolgáltatásokat.
4. Az ügykezelés egységesítése úgy, hogy a hivatalok minden biztosított részére elérhetők legyenek, vidéken a minisztérium helyi szervei intézzék a biztosítottak ügyeit.
5. Az igazságtalan jövedelemelosztás kiegyenlítésére legalkalmasabb erőteljes szociális biztosítás kiépítése és egy jelentős gyermeknevelési pótlékot nyújtó családi munkabér bevezetése.”

Beveridge a kiadások fedezetére sajátos finanszírozási szerkezetet kívánt megvalósítani: a társadalombiztosítás közterheinek tripartit megosztását javasolta, aminek következtében az állam, a munkáltató és a munkavállaló fizetne hozzájárulást 50 százalék, 20% és 30% arányban. Szociális szempontból a modell úgynevezett népbiztosításnak nevezhető.

### A svéd jóléti állam
A skandináv jóléti modellt a fejlett szociálpolitikai intézményrendszert működtető országok mintájaként tartják számon. Kialakulása az 1929-1933 közötti világválság utáni időszakra tehető, amikor egy szociáldemokrata kormány került hatalomra. Ez a rendszer egészen 1976-ig maradt érvényben.
A jóléti rendszer főbb jellemzői:
- igyekszik a lakosság lehető legnagyobb körét átfogni;
- az ellátásokat rászorultsági vizsgálatok nélkül állapították meg;
- a rendszer a kockázatok széles körét átfogta;
- pénzbeli ellátások mellett természetbeni ellátást is biztosított;
- meglehetősen magas helyettesítési rátákat alkalmazott, ha a megélhetési zavart a kieső jövedelem okozta;

A svéd rendszer számos előnye ellenére nagyon költségesnek bizonyult, az szociális ellátórendszerre fordított újraelosztási kiadások nagysága 1990-re elérte a nemzeti össztermék (GDP) közel 35%-át. Napjainkban egy kevésbé költséges modellt alkalmaznak.

### A magyar társadalombiztosítási rendszer története
A feudális középkorban az egyház, vagy a család gondoskodott a betegekről, rászorultakról. A felvilágosult abszolutizmus korában elsősorban rendészeti szempontból foglalkoztak a szegényekkel, a kolduskérdés szabályozásával.
A munkahelyekhez kapcsolódó szociális ellátások a különösen veszélyes bányászatban alakultak ki először. A bányamunkások, az egyház javaslatára,  bányatársládákat alakítottak ki. Legkorábbi adatunk ilyen bányatársládáról 1224-ből való. A bányatársládák elterjedése azonban csak a 15. század végén, a 16. század elején valósult meg. A társláda a munkaadó és a munkások önkéntes elhatározásából létesült. A bányászlegénység kezelte, önkormányzati alapon. Pénzügyi alapjai a munkásoktól levont járulékokból és a munkaadó hozzájárulásaiból gyűltek össze. A következő ellátásokat biztosították:
- betegség esetén pénz, orvosi és gyógyszer segély;
- munkaképtelenség esetén nyugbér vagy végkielégítés;
- temetkezési segély, özvegyek és árvák ellátásai.

1778-ban II. József elrendelte, hogy a kincstári bányákban is szervezzék meg a bányatársládákat. 1854-ben az osztrák bányatörvény, amely Magyarországon is hatályos volt, elrendelte, hogy minden bányabirtokos köteles bányatárspénztárat létrehozni.
Az 1840-es évektől, sorra jelentek meg az olyan törvények, amelyek kötelezték a munkáltatókat a beteg vagy balesetet szenvedett munkások támogatását. Az ipari munkások önkéntes szervezkedésekkel munkásegyleteket alakítottak, azzal a céllal, hogy betegeket gondozzanak. A legjelentősebb ezek közül az 1870-ben megalakult Általános Munkásbetegsegélyező és Rokkantpénztár. A pénztár tagjai 12 és 60 év közötti tagokat fogadott be, célja pedig a beteggondozás és a rászorultak segélyezése volt. A reformkor végén a munkanélküli vagy csökkent munkaképességű szegények ellátására, angol mintára úgynevezett dolgozóházakat létesítettek. Az 1867-es kiegyezés után a szegényügy közigazgatási feladattá vált. 1884-ben megjelent az ipartörvényről szóló törvénycikk, mely rögzítette: az ipartestület feladata a segélypénztárak kialakítása. A törvény hatálybalépése után, nagyobb gyárakban számos vállalati pénztár alakult. A kötelező biztosítás 1891-es bevezetése előtt, a különféle önkéntes vállalati betegsegélyező pénztáraknál a biztosítottak létszáma az összes munkás mintegy 40%-át tette ki.
A munkásbiztosítás fejlődésében nagy fordulatnak számít az 1891. évi 14. törvénycikk elfogadása. Ez volt az első olyan jogszabály, amely a kötelező biztosítás elve alapján rendelte el az érintettek ellátásának a megszervezését. A törvény a védett személyek két csoportját határozta meg: a kötelező védelem alá esőket és az önkénteseket. Kötelező védelem alá esők: az ipartörvény hatálya alá tartozó vállalatoknál foglalkoztatottak, a bányákban, kohókban, nagyobb építkezésen, vasúti üzemeknél és ezek gyáraiban, a postánál, a távbeszélőnél, a hajózásban illetve a hajóépítésben, a fuvarozásban, a szállítmányozásban, raktározásban, 8 napnál hosszabb ideig foglalkoztatottak, feltéve, hogy napi bérük nem haladja meg a 4 forintot. Önkéntes tag lehetett minden olyan személy, aki: 8 napnál rövidebb ideig foglalkoztatott, napi 4 forintnál több kereső, háziiparban foglalkoztatott, önálló iparos, mezőgazdasági vállalatok vezetői és munkásai, a felsoroltak családtagjai. A biztosítás a következő ellátásokat nyújtotta: ingyenes orvosi kezelés és ingyenes gyógyszer, táppénz (legfeljebb 20 hétre), kórházi ápolás, négy hétre gyermekágyi segély, temetkezési segély. A pénztárak a pénzügyi forrásaikat a munkáltatót és a munkavállalót terhelő befizetésekből származtatták. A járadékkulcs a bér 2-5%-a volt.
1891-re mintegy 450 ezer biztosításra kötelezett volt Magyarországon. A biztosításokkal kapcsolatos feladatokat mintegy 400 pénztár végezte. Magasak voltak az adminisztrációs költségek, gyakran pedig az előírt kötelezettségeiket sem tudták teljesíteni. Ezt a nehézséget kívánta áthidalni az 1907. évi 19. törvénycikk, amely megvalósította a betegségi biztosítás egységes, országosan központosított szervezetét, és létrehozta a baleseti biztosítást. A törvény lényegesen kiterjesztette a védett személyek körét is.
Az első világháború után a magas infláció szétzilálta az ellátásokat, új törvényre volt szükség, amely átalakította az érvényben lévő betegbiztosítást. Ezt a változtatást az 1927. évi 21. törvénycikk hozta meg, mely megerősítette a centralizációt és megszüntette a helyi szervek önálló jogi személyiségét. A betegbiztosítási járulékot 7%-ban állapította meg, ugyanakkor kiterjesztette a jogosultsági kört és az igénybe vehető ellátások körét is.
A két világháború között született meg Magyarországon az öregségi és rokkantsági biztosítás, az 1928. évi 40. törvénycikkelynek köszönhetően. A biztosítottakat két csoportba sorolták: 1. az úgynevezett javadalmazási határ alá esőkre (tisztviselők, művezetők stb.) és 2. javadalmazási határ alá nem esők (mindenki más, kivéve a mezőgazdasági dolgozók, ők csak 1938-tól lettek védettek). Az öregségi korhatár 65 év volt. A biztosítással kapcsolatos feladatokat az Országos Társadalombiztosító Intézet (rövidítve: OTI), a javadalmazási határ alá esőket a Magánalkalmazottak Biztosító Intézete (MABI) és az elismert vállalati nyugdíjpénztárak látták el.
A második világháborúban a nemzeti vagyon több mint 40%-a megsemmisült, a társadalombiztosítást ért háborús veszteségek elérték a 160 millió dollárt. Kórházak, rendelőintézetek felszerelése megsemmisült, a betegek élelmezése is probléma volt. A járulékfizetők száma egyharmadára csökkent, romlott a fizetési készség. A Minisztertanács soron kívüli jelentős támogatást nyújtott társadalombiztosítási célokra, ez adta meg a pénzügyi alapot, melyből építkezni lehetett. Az öregségi nyugdíjbiztosítás területén áttértek a felosztó-kirovó formára, melyet 1947. január elsején hivatalosan is deklaráltak. 1948-ban a MABIT összeolvasztották az OTI-val. 1950-ben az Országos Nyugdíjintézet vette át az összes közszolgálati és vállalati nyugdíj- és társadalombiztosítási járadék folyósítását. Ettől kezdve az intézmény irányítását a szakszervezetek látták el, létrehozva a Szakszervezeti Társadalombiztosítási Központot. (közismertebb nevén: SZTK). A társadalombiztosítás központi irányítását a minisztertanács magának tartotta fenn. A vállalati pénztáraknál biztosított nyugdíjasok az 1948-ban alakult Állami Vállalatok Központi Nyugdíjpénztára alá kerültek.
A Népköztársaság idején a rendszer ideológiai indíttatásainál fogva jelentősen bővítette a dolgozók ellátásait. Ebből az időből származik a mai terhességi-gyermekágyi segély is. 1948-tól folyamatosan bővült a biztosítottak köre, a mezőgazdasági szövetkezetek megállapodásokat köthettek a társadalombiztosítási szervekkel a termelőszövetkezeti tagok betegségi ellátására. 1956 után pedig rájuk is teljesen kiterjesztették a társadalombiztosítási jogosultságot. A kisipari szövetkezetek tagjai először önkéntes lehetőséget kaptak, majd 1951-től a kötelező biztosítás alá estek. Biztosítottak lettek továbbá az egyházak lelkészei és családtagjaik valamint az egyetemi és főiskolai hallgatók is. Az 1950-es évek második felében a néhány évvel azelőtt politikai okokból nyugdíjuktól megfosztottak visszakapták nyugdíjukat, az 1960-as években pedig az 1945 előtti nyugdíjjogosultságuktól megfosztottaknak, de 1945 után a minimálisan kötelező tíz évet teljesíteni nem tudóknak nyugdíjat állapítottak meg, az államosított kisiparosok, kiskereskedők stb. pedig ha képtelenek voltak a tíz év minimális szolgálati időt megszerezni, méltányossági alapon kaptak nyugdíjat.
Az első egységes nyugdíjtörvény az 1950. évi 30. számú törvény volt, amely kiterjedt minden, az állami társadalombiztosítás keretében betegbiztosításra kötelezett dolgozóra, az ipari szövetkezetek tagjaira, illetve az ezekről a helyekről nyugdíjba vonulókra. E törvény különböző korhatárt állapított meg férfiaknál és nőknél: a férfiaknál 60 év, a nőknél 55 év jelentette a korhatárt. Az új törvény szigorította a jogosultsági feltételeket, a korábbi 400 járulékhétről 10 év szolgálati időre, valamint ekkor jelent meg az a szabály, hogy ha valaki indokolatlanul 5 évig nem teljesít szolgálatot, annak korábbi évei elvesznek. A tb-járulék 10% lett, melyből betegségi ellátásra 6%-ot, a nyugdíjakra és baleseti ellátásokra 4%-ot fordítottak.
Az 1954. évi 28. számú törvény megszüntette a kettős korhatárt, nyugdíjminimumot állapított meg (havi 500 Ft-ot).
1964. augusztus 1-től az év végéig a társadalombiztosítás szervezetének egységesítéséről szóló állami rendeletek, valamint a vonatkozó SZOT-szabályzat értelmében a Szakszervezeti Társadalombiztosítási Központnak és helyi szerveinek, az Országos Nyugdíjintézetnek, a Kisipari Szövetkezeti Kölcsönös Biztosító Intézetnek és helyi szerveinek, továbbá az Újságírók Szanatórium Egyesületének társadalombiztosítási feladatait egy intézmény, a Szakszervezetek Országos Tanácsa (SZOT) Társadalombiztosítási Főigazgatósága és annak ügyviteli szervei látták el.
1967-ben bevezették a gyermekgondozási segélyt. (GYES)
Az 1975. évi II. törvény 22 éven keresztül szabályozta a magyar társadalombiztosítást. A törvény négy biztosítási ágat, a betegségi és anyasági ellátásokat, a családi pótlékot, a nyugellátásokat és a baleseti ellátásokat foglalta törvényi keretbe. Az egészségügyi szolgáltatások finanszírozása a törvény hatálybalépésétől kikerült a társadalombiztosítás finanszírozásából. Ettől kezdve az ellátások állampolgári jogon nyújtott és az állami költségvetésből finanszírozott, az állami egészségügyi rendszer keretében igénybe vehető szolgáltatásként, a skandináv modellt megközelítő kiterjedtséggel működtek.
1985-től bevezették a gyermekgondozási díjat (GYED).
1989-ben a társadalombiztosítást leválasztották az állami költségvetésről. 1990-ben önállóvá vált az addigi társadalombiztosítási rendszerben szabályozott családi pótlék és állampolgári jogon járó ellátássá vált, ugyanakkor ebben az évben az addig állampolgári jogon nyújtott egészségbiztosítási szolgáltatások visszakerültek a társadalombiztosítás kötelékébe. A rendszerváltás után megjelentek a piacon a magánegészségügyi szolgáltatók és az önkéntes egészségpénztárak, a hálapénz (paraszolvencia) gyakorlata változatlan maradt. Kialakult a kettős praxisok átláthatatlan rendszere.
1993-ban kimondták az Országos Társadalombiztosítási Főigazgatóság és igazgatási szervei szétválását, a magyar társadalombiztosítási rendszer két ágra szakadt: az egészségbiztosításra és a nyugdíjbiztosításra. A két biztosítási ág pénzforrásait az Egészségbiztosítási Alap és a Nyugdíjbiztosítási Alap tartalmazza. Az Alapokat a Kormány felügyeli. Így jött létre 1993-ban az Országos Nyugdíjbiztosítási Főigazgatóság (NYUFIG) és az Országos Egészségbiztosítási Pénztár (OEP).
A Bokros-csomag intézkedéseinek idején, 1997-ben megszülettek a mai társadalombiztosítási rendszer alapvető törvényei, amelyek 1998-tól léptek érvénybe:
- A társadalombiztosítás ellátásaira és magánnyugdíjra jogosultakról, valamint e szolgáltatások fedezetéről szóló 1997. évi LXXX. törvény és a végrehajtásáról szóló 195/1997. (XI.5.) Kormány rendelet;
- A társadalombiztosítási nyugellátásról szóló 1997. évi LXXXI. törvény és a végrehajtásáról szóló 168/1997. (X.6) Kormány rendelet;
- A kötelező egészségbiztosításról szóló 1997. évi LXXXIII. törvény és a végrehajtásról szóló 217/1997. (XII.1)Kormány rendelet;
- Az 1975. évi II. törvény hatályát vesztette, ismét jogosultság alapúvá vált a hozzáférés az állami egészségügyi ellátórendszer szolgáltatásaihoz.
- A többpilléres nyugdíjrendszer, a magánnyugdíjpénztárakról és a magánnyugdíjról szóló 1997. évi LXXXII. törvény.

1999. január elsejétől az egészségbiztosítótól és a nyugdíjbiztosítótól az Adó- és Pénzügyi Ellenőrzési Hivatal (APEH), 2011. január 1-től Nemzeti Adó- és Vámhivatal (NAV) járulékigazgatóságához került a járulékok nyilvántartása, beszedése és ellenőrzése.
2017. január 1-től Nemzeti Egészségbiztosítási Alapkezelőre (NEAK) változott az OEP neve, november 1-én a NYUFIG pedig beolvadt a Magyar Államkincstárba.
2020. június 1-jétől már a sürgősségi egészségügyi ellátás is jogosultságkötelessé vált. Ezután a magyar állami egészségügy utolsó alanyi jogon járó, térítésmentes szolgáltatásáért is fizetni kell vagy valamilyen legális juttatáshoz (például: nyugdíj, járadékok, segélyek) kötött az ingyenes igénybevételi lehetősége.

## Egészségügyi szolgáltatási járulék
Magyarországon az egészségügyi szolgáltatási járulékot (a köznyelvben: TB járulék) akkor kell havonta megfizetni, ha egy belföldi magánszemély nem rendelkezik biztosítási jogviszonnyal, így nem jogosult egészségbiztosítási szolgáltatásra más jogcímen. Ilyen jogcím lehet például munkaviszony, egyéni vállalkozói státusz, hallgatói jogviszony stb.
| Időszak                              | Havonta fizetendő | Naponta fizetendő |
| ------------------------------------ | ----------------- | ----------------- |
| 2011. január 1. – 2011. december 31. | 5100 Ft           |                   |
| 2012. január 1. – 2015. december 31. | 6930 Ft           |                   |
| 2016. január 1. – 2016. december 31. | 7050 Ft           |                   |
| 2017. január 1. – 2017. december 31. | 7110 Ft           | 237 Ft            |
| 2018. január 1. – 2018. december 31. | 7320 Ft           | 244 Ft            |
| 2019. január 1. – 2019. december 31. | 7500 Ft           | 250 Ft            |
| 2020. január 1. – 2020. december 31. | 7710 Ft           | 257 Ft            |
| 2021. január 1. – 2021. december 31. | 8000 Ft           | 270 Ft            |
| 2022. január 1. – 2022. december 31. | 8400 Ft           | 280 Ft            |
| 2023. január 1. – 2023. december 31. | 9600 Ft           | 320 Ft            |
| 2024. január 1. – 2024. december 31. | 11 300 Ft         | 380 Ft            |
| 2025. január 1-től                   | 11 800 Ft         | 390 Ft            |

## Külső hivatkozások
- Társadalombiztosítás.lap.hu - tematikus linkgyűjtemény